# Jeff Gutt
Jeffrey Adam Gutt (2 de mayo de 1976) es un cantante y compositor, más conocido como el cantante de la banda Stone Temple Pilots a partir de noviembre de 2017. También es el excantante de la banda de nu metal Dry Cell.
Gutt apareció en dos temporadas de la versión estadounidense del programa de talentos The X Factor. Apareció por primera vez en la temporada 2 (2012), cuando ganó el reconocimiento internacional por su sentida interpretación de "Hallelujah" de Leonard Cohen, antes de ser eliminado en el próximo episodio de "Boot Camp". Gutt compitió en la temporada 3 (2013) de The X Factor USA, terminando en el segundo lugar.
En 2014, Gutt fue considerado "uno de los participantes más significativo de X Factor de EE.UU. de todos los tiempos" por FoxWeekly.

## Carrera

### Dry Cell
Gutt se convirtió en el cantante principal de Dry Cell al ingresar a la banda de rock Beyond Control con los ya presentes Danny Hartwell, Judd Gruenbaum y Brandon Brown. Después de tocar con ellos hasta 2004 y después de que la banda lanzara un álbum de estudio llamado Disconnected en 2002, dejó la banda brevemente, siendo reemplazado por Dave Wasierski como cantante principal. Gutt se volvió a Dry Cell en 2005.
Luego, la banda tuvo un receso desde 2005 a 2007, pero en 2008 se reunió con los mismos miembros. En 2009, Gutt dejó Dry Cell para siempre.

### Stone Temple Pilots
El 16 de noviembre de 2016, Entertainment Tonight informó que Stone Temple Pilots reclutó a Gutt como nuevo cantante en sustitución de Chester Bennington, quien había dejado la banda hace un año. Al día siguiente, sin embargo, un representante de la banda negó este rumor, diciendo que "la banda ha intentado con varios cantantes en las últimas semanas" y "aún no han tomado una decisión". Un año más tarde, el 14 de noviembre de 2017, Stone Temple Pilots anunció oficialmente a Gutt como su nuevo cantante, anunciando además su primer concierto con él en el Troubadour en Los Ángeles. El primer single de Gutt con la banda fue "Meadow". El miembro fundador Dean DeLeo dijo: "queríamos a alguien que no sólo habría hecho justicia a nuestras canciones anteriores, sino también escribir nuevas canciones y tener un camino diferente con nosotros. Tomó algún tiempo, pero hemos encontrado a nuestro hombre."

## Discografía

### Dry Cell
- 2002 - Disconnected
- 2010 - The Dry Cell Collection

### Stone Temple Pilots
- 2018 - Stone Temple Pilots (2018)
- 2020 - Perdida